# Benedikt V.
Benedikt V., papa od 22. svibnja 964. do 23. lipnja 964. godine.